# Jorge Gibson Brown
Jorge Gibson Brown (San Vicente, 3 de abril de 1880 - San Isidro, 3 de enero de 1936) fue un futbolista y jugador de críquet argentino. Como futbolista se destacó en Alumni Athletic Club y en la selección argentina, logrando ser capitán en ambos equipos. Un equipo de Posadas lleva su nombre, el Club Deportivo Jorge Gibson Brown.

## Trayectoria
Jorge Brown comenzó jugando en el segundo equipo del Buenos Aires English High School (EHS), hasta que egresó de la escuela. En 1896 debutó en el Club Palermo, y en 1897 jugó para Lanús AC. Cuando EHS (luego Alumni Athletic Club) volvió a participar en la Primera División de Argentina, Brown volvió a ese equipo y permanecería, excepto en 1901, hasta 1911, cuando el club dejó de participar en los torneos.
En Alumni jugó con cuatro de sus hermanos (Carlos, Ernesto, Alfredo y Eliseo) y con su primo Juan Domingo Brown, consiguiendo nueve torneos de la Primera División, una Copa de Honor Cousenier y cinco Copa Competencia Chevallier Boutell. Sus hermanos, Diego y Tomás, también fueron futbolistas.
Tras la disolución de Alumni, terminó su carrera en Quilmes AC, consagrándose campeón en 1912. Desde 1914 hasta 1927 participó en la Liga de los sábados, y también fue capitán del Buenos Aires Cricket Club, del que además fue presidente durante diez años.

## Clubes
| Club                | País      | Año       | PJ  | G   |
| ------------------- | --------- | --------- | --- | --- |
| Club Palermo        | Argentina | 1896-1897 | 36  | 13  |
| Lanús Athletic Club | Argentina | 1897-1900 |     |     |
| Bs.As. EHS          | Argentina | 1900-1901 | 15  | 6   |
| Alumni              | Argentina | 1901-1911 | 201 | 136 |
| Quilmes             | Argentina | 1912-1914 | 40  | 19  |
| Belgrano            | Argentina | 1914-1916 | 32  | 13  |
| Selección           | Argentina | 1908-1914 | 23  | 3   |
| Total               |           | 1896-1916 | 347 | 190 |

## Selección nacional
Brown jugó su primer partido con la Selección Argentina el 20 de julio de 1902, y jugó su último partido el 6 de septiembre de 1914 contra el Torino FC. Fue capitán del seleccionado desde 1908 hasta 1914.

## Palmarés

### Torneos nacionales oficiales
| Título                                      | Club                 | País      | Año  |
| ------------------------------------------- | -------------------- | --------- | ---- |
| Primera División                            | Alumni Athletic Club | Argentina | 1900 |
| Primera División                            | Alumni Athletic Club | Argentina | 1902 |
| Primera División                            | Alumni Athletic Club | Argentina | 1903 |
| Copa Competencia Chevallier Boutell         | Alumni Athletic Club | Argentina | 1903 |
| Primera División                            | Alumni Athletic Club | Argentina | 1905 |
| Copa de Honor Municipalidad de Buenos Aires | Alumni Athletic Club | Argentina | 1905 |
| Primera División                            | Alumni Athletic Club | Argentina | 1906 |
| Copa de Honor Municipalidad de Buenos Aires | Alumni Athletic Club | Argentina | 1906 |
| Copa Competencia Chevallier Boutell         | Alumni Athletic Club | Argentina | 1906 |
| Primera División                            | Alumni Athletic Club | Argentina | 1907 |
| Copa de Competencia Jockey Club             | Alumni Athletic Club | Argentina | 1907 |
| Copa de Competencia Jockey Club             | Alumni Athletic Club | Argentina | 1908 |
| Primera División                            | Alumni Athletic Club | Argentina | 1909 |
| Copa de Competencia Jockey Club             | Alumni Athletic Club | Argentina | 1909 |
| Primera División                            | Alumni Athletic Club | Argentina | 1910 |
| Primera División                            | Alumni Athletic Club | Argentina | 1911 |
| Primera División                            | Alumni Athletic Club | Argentina | 1912 |

### Torneos internacionales oficiales
| Título                              | Club                 | Sede         | Año  |
| ----------------------------------- | -------------------- | ------------ | ---- |
| Copa de Honor Cousenier             | Alumni Athletic Club | Montevideo   | 1906 |
| Copa Competencia Chevallier Boutell | Alumni Athletic Club | Buenos Aires | 1907 |
| Copa Competencia Chevallier Boutell | Alumni Athletic Club | Buenos Aires | 1908 |
| Copa Competencia Chevallier Boutell | Alumni Athletic Club | Buenos Aires | 1909 |

## Club con su nombre
En la ciudad de Posadas existe un club con su nombre fundado el 16 de marzo de 1916, el cual participó de la Temporada 2005 del Torneo del Interior, arribando a la segunda ronda de la etapa final. En el año 2008 participó del mismo certamen en fusión con el Club Atlético Huracán, de Posadas, que había obtenido el derecho deportivo. En el año 2009 volvió a tomar parte pero no consiguió superar la primera fase.
En el 2010 participó del torneo el interior arribando a los cuartos de final casi a un paso del ascenso a una categoría mayor. El Club Deportivo Jorge Gibson Brown ascendió a una categoría mayor en julio del 2011 gracias a una invitación.